# Ljudmila Ševcova
Ljudmila Ivanovna Ševcova, coniugata Lysenko e, successivamente, Gurevič (in russo Людмила Ивановна Шевцова-Лысенко-Гуревич?; Taman', 26 novembre 1934), è un'ex mezzofondista sovietica, specializzata negli 800 metri piani, disciplina di cui è stata campionessa olimpica a Roma 1960.

## Palmarès
| Anno | Manifestazione  | Sede  | Evento      | Risultato | Prestazione | Note            |
| ---- | --------------- | ----- | ----------- | --------- | ----------- | --------------- |
| 1954 | Europei         | Berna | 800 m piani | Bronzo    | 2'11"2      |                 |
| 1960 | Giochi olimpici | Roma  | 800 m piani | Oro       | 2'04"3      | Record mondiale |